# Tiếng gõ ở căn nhà gỗ
Tiếng gõ ở căn nhà gỗ (tiếng Anh: Knock at the Cabin) là một bộ phim điện ảnh Mỹ thuộc thể loại tâm lý – kinh dị – giật gân lấy đề tài về tận thế công chiếu năm 2023, do M. Night Shyamalan làm đạo diễn, viết kịch bản và đồng sản xuất, dựa trên cuốn tiểu thuyết ra mắt năm 2018 The Cabin at the End of the World của Paul G. Tremblay. Với sự tham gia diễn xuất của các diễn viên gồm Dave Bautista, Jonathan Groff, Ben Aldridge, Nikki Amuka-Bird, Kristen Cui, Abby Quinn và Rupert Grint, bộ phim theo chân một gia đình đi nghỉ mát tại một căn nhà gỗ, nhưng niềm vui chưa được bao lâu thì họ phải đối diện với một thách thức lớn từ bốn người lạ mặt, trong đó họ buộc một trong những thành viên trong gia đình phải hy sinh để cứu nhân loại khỏi ngày tận thế.
Tiếng gõ ở căn nhà gỗ có buổi công chiếu tại hội trường Rose Hall, thuộc phố Jazz tại Trung tâm Lincoln vào ngày 30 tháng 1 năm 2023, và được Universal Pictures phát hành tại Mỹ và Việt Nam vào ngày 3 tháng 2 cùng năm. Sau khi ra mắt, tác phẩm nhìn chung nhận về những lời khen ngợi từ giới chuyên môn và thu về hơn 54 triệu USD từ kinh phí sản xuất 20 triệu USD.

## Nội dung
Chuyện phim xoay quanh một gia đình gồm cặp đôi Andrew, Eric cùng cô con gái Wen trong chuyến đi nghỉ dưỡng tại một căn nhà gỗ ở vùng ngoại ô. Biến cố ập đến khi một nhóm 4 người gồm: giáo viên trung học Leonard, y tá Sabrina, phụ bếp Adriane và nhân viên cửa hàng Redmond ập đến đột ngột và liên tục dồn ép gia đình Wen phải chọn người hy sinh nhằm giải cứu nhân loại. Mọi chuyện hư cấu dần trở nên chân thực, đến nỗi vùi dập niềm tin cứng cỏi của cặp đôi Andrew và Eric khi cứ mỗi lần từ chối thỉnh cầu, một thiên tai hoặc thảm họa sẽ bùng nổ trên diện rộng toàn cầu.

## Diễn viên
- Dave Bautista trong vai Leonard[5]
- Jonathan Groff trong vai Eric[6]
- Ben Aldridge trong vai Andrew[6]
- Nikki Amuka-Bird trong vai Sabrina[7]
- Kristen Cui trong vai Wen
- Abby Quinn trong vai Adriane[8]
- Rupert Grint trong vai Jeff "Redmond" O'Bannon[7]
- M. Night Shyamalan trong vai chủ thông tin thương mại[9]